# Prairie de la vieille Seille
La  Prairie de la vieille Seille est un site naturel protégé, classé ZNIEFF de type I et Natura 2000 sur la commune de Sermoyer, dans le département de l'Ain.

## Statut
Le site est classé zone naturelle d'intérêt écologique, faunistique et floristique de type I sous le numéro régional n°01010002.
Elle fait partie des Prairies inondables du val de Saône, aire naturelle reprise dans le réseau Natura 2000 comme zone de protection spéciale et site d'intérêt communautaire.

## Description
Le site est à cheval sur les départements de l'Ain et de Saône-et-Loire.

## Flore
- Jonc fleuri : Butomus umbellatus L.
- Hydrocharis morène : Hydrocharis morsus-ranae L.
- Œnanthe intermédiaire : Oenanthe silaifolia
- Patience aquatique : Rumex hydrolapathum Hudson
- Stratiotes faux aloès : Stratiotes aloides L.

## Faune
- Martin-pêcheur d'Europe,  Alcedo atthis
- Sarcelle d'été, Anas querquedula.